# GiRLPOP
『GiRLPOP』（ガールポップ）は、エムオン・エンタテインメント（旧ソニー・マガジンズ）から発行されている音楽雑誌。
ガールポップという言葉は、1990年代から2000年代中盤、ソニー・マガジンズが中心となって提唱したレコード会社と音楽産業の販売拡大戦略。日本の若手女性ポップス歌手・シンガーソングライターに焦点（フォーカス）をあて、メディアミックスという方法論（メソッド）でムーブメントを起こすことを目的とした。ブームが盛り上がるにつれ音楽ジャンル名（関連：ガール・グループ）としても使われ、さらにテレビ・ラジオ番組名にも使われるほどに成長し、このブーム期を示す一時期を表す言葉となった。
表記「GiRLPOP」は、ソニー・マガジンズが少女ポップスの意味でgirlとpopsを繋げ、さらにスタイルとして「i」を小文字にしたもの。初期にはGiRLとPOPの間に空白を入れていた表記もあったが、一語表記に収斂した。
雑誌自体は、休刊期間前後で編集方針が大きく変化した。そのため以下#初代（1992年 - 2006年）と#2代目（2011年 - ）に分けた。

## 初代（1992年 - 2006年）
1990年代初頭、音楽業界は音楽番組が激減した冬の時代に入っていた。数少ないミリオンセラーアーティストを除いてはCDが売れない状況であり、特に女性歌手に関しては、1980年代に隆盛を誇ったアイドル歌手も下火となっていた。そのような状況の中、谷村有美、永井真理子、森高千里、久宝留理子、森川美穂、松田樹利亜など、アイドル性を持ちながら、自ら作詞,作曲を行う若手の女性歌手、シンガーソングライターが数多くデビューを遂げており、これに目を付けたソニー・マガジンズでは、これらのアーティストを指す名称を造語し、各メディアで盛り上げていくことを計画、音楽雑誌「WHAT's IN?」の増刊扱いとして1992年には雑誌での発行を開始した。当初は季刊誌で、1994年から隔月刊誌となった。
20世紀末に入り、安室奈美恵や浜崎あゆみなど、歌姫と呼ばれるようなアーティストの出現もあって、音楽業界はミリオンセラーアーティスト乱発、バブル景気衰退で鎮静化した日本に一縷の望みをもたらし、音楽業界に関しては復権を印象付ける状態になった。当初は女性ボーカリストが台頭していたが、21世紀に入ると、音楽配信の台頭を中心にしたマルチメディア化により、CDが再び売れなくなる。さらに男性アーティストも台頭するようになったことに加え、音楽番組自体の視聴率も低迷するようになる。その影響もあり、雑誌もよりアイドル色の強いアーティスト、女性声優まで幅広く取り上げるような方針転換を行ってきたが、15年目を迎えた2006年春に発行した第79号休刊という形を取って、事実上の廃刊となった。

### 代表的アーティスト
雑誌「GiRLPOP」の第1号には、以下のアーティストが掲載されている。ベテランのアーティストや、アイドル色の強かった歌手、後に歌手以外の分野で実力をあげたアーティストを除くと、そのほとんどが初期の代表的存在と言える。
- 森高千里
- 渡瀬マキ
- 谷村有美
- 田村直美
- 橘いずみ
- 観月ありさ
- 浜田麻里
- 中村あゆみ
- 永井真理子
- 森川美穂
- 松田樹利亜
- 松阪晶子
- CHARA
- 遊佐未森
- 平松愛理
- 笠原弘子
- 山口由子
- 鈴里真帆
- 相馬裕子
- 鈴木彩子
- 荻野目洋子
- 篠原利佳
- 近藤名奈
- 川島だりあ
- 井上昌己
- ELIKA
- 山下久美子
- 久松史奈
- 丸山みゆき
- 佐藤聖子
- 大黒摩季
- 石岡美紀
- 加藤いづみ
- 須藤あきら
- 久宝留理子
- 貴島サリオ
- 奥井亜紀
- 峠恵子
- 鈴木祥子
- 黒田有紀

### テレビ番組「GiRLPOP '9*」
1994年1月から、tvkにて放送。スペースシャワーTVでも放送されていた時期がある。放送内容の詳細については#外部リンクを参照のこと。

### ラジオ番組「GiRLPOP '9*」
1993年10月から、FM Fuji、bayfmにて、それぞれ別番組を放送した。1994年4月からは、CBCラジオにて「GiRL POP SLASH」が放送開始。

### ライブイベント
日清パワーステーション（1998年6月末閉鎖）を中心に、「LIVE 'GiRLPOP'」の公演が行われた。
| 公演名称   | 公演日         | 会場                   | 出演                                                                                   |
| ---------- | -------------- | ---------------------- | -------------------------------------------------------------------------------------- |
| act 1      | 1992年11月20日 | 日清パワーステーション | 加藤いづみ、篠原利佳、久宝留理子、桃姫バンド（尾崎亜美、今野登茂子、谷村有美、小原礼） |
| act 2      | 1993年5月30日  | 日清パワーステーション | 橘いずみ、篠原利佳、久宝留理子 with 井上昌己、森川美穂、佐藤聖子                       |
| act 3      | 1993年9月23日  | 日清パワーステーション | チャカと昆虫採集、JUDY AND MARY、近藤名奈、鈴木彩子、井上昌己                          |
| 大阪 act 1 | 1993年11月28日 | MIDシアター            | 久宝留理子、井上昌己、Chica Boom、佐藤聖子、チャカと昆虫採集                           |
| act 4      | 1993年12月19日 | 日清パワーステーション | JUDY AND MARY、五島良子、佐藤聖子、白井貴子、森川美穂                                  |
| act 5      | 1994年3月5日   | 日清パワーステーション | 大阪パフォーマンスドール、裕木奈江、遠藤京子、井上昌己 with YOU                        |
| act 5      | 1994年3月6日   | 日清パワーステーション | Chica Boom with 井上昌己、JUDY AND MARY、山下久美子 with Chara                         |
| 大阪 act 2 | 1994年3月30日  | COKE STEP HALL         | 五島良子、峠恵子、井上昌己、鈴木祥子                                                   |
| act 6      | 1994年6月18日  | 日清パワーステーション | チャカと昆虫採集、区麗情、米光美保、樋口沙絵子、久松史奈、小比類巻かほる               |
| act 6      | 1994年6月19日  | 日清パワーステーション | 中島優子、くま井ゆう子、裕木奈江、paris blue、白井貴子 with 久宝留理子                 |
| act 7      | 1994年9月23日  | 日清パワーステーション | YOYOYO、佐藤聖子 with 加藤いづみ、今野登茂子、久宝留理子                               |
| 大阪 act 3 | 1994年9月30日  | W'OHOL                 | 川崎真理子、paris blue、区麗情、白井貴子                                               |
| act 8      | 1994年12月17日 | 日清パワーステーション | 中島優子、石岡美紀 with 井上昌己、米光美保、小川美潮、鈴木祥子                         |
| act 8      | 1994年12月18日 | 日清パワーステーション | 松田樹利亜、藤生ゆかり、川村かおり、久松史奈                                           |
| 大阪 act 4 | 1995年3月15日  | W'OHOL                 | VANILLA、奥井亜紀、JUDY AND MARY                                                       |
| act 9      | 1995年3月17日  | 日清パワーステーション | 近藤名奈                                                                               |
| act 9      | 1995年3月18日  | 日清パワーステーション | sinon、くま井ゆう子、かとうれいこ、相馬裕子                                            |
| act 9      | 1995年3月19日  | 日清パワーステーション | VANILLA、エスカレーターズ、濱田マリ、藤生ゆかり、中村あゆみ                            |
| act 10     | 1995年7月16日  | 日清パワーステーション | VANILLA、鴨下泰子、篠原涼子、鈴里真帆、川村かおり                                      |
| act 10     | 1995年7月23日  | 日比谷野外音楽堂       | 鈴里真帆、米光美保、近藤名奈、久宝留理子                                               |
| act 11     | 1995年9月24日  | 日清パワーステーション | 田嶋里香、鴨下泰子、奥井亜紀、樋口沙絵子、米光美保                                     |
| 大阪 act 5 | 1995年9月26日  | W'OHOL                 | VANILLA、森若香織、鴨下泰子、UA、少年ナイフ                                            |
| act 12     | 1995年12月16日 | 日清パワーステーション | 黒田有紀、チエ・カジウラ、川崎真理子、相馬裕子 with 近藤名奈                           |
| act 12     | 1995年12月17日 | 日清パワーステーション | UA、東亜佐美、かの香織、大塚ジュンコ、井上昌己                                         |
| 大阪 act 6 | 1996年3月26日  | W'OHOL                 | 鈴里真帆、区麗情、CHAKA                                                                |
| act 13     | 1996年4月7日   | 日清パワーステーション | 区麗情、鈴里真帆、かの香織、CHAKA with 坂本サトル                                      |
| act 14     | 1996年7月6日   | 日清パワーステーション | 谷村有美、山崎まさよし                                                                 |
| act 14     | 1996年7月7日   | 日清パワーステーション | 川村結花、川村かおり、國府田マリ子、中村あゆみ                                         |
| act 15     | 1996年9月23日  | 日清パワーステーション | 衛藤利恵、米光美保、藤生ゆかり、裕木奈江、鈴木祥子                                     |
| act 16     | 1996年12月7日  | 日清パワーステーション | Jungle Smile、相馬裕子、米光美保、CHAKA                                                |
| act 16     | 1996年12月8日  | 日清パワーステーション | 衛藤利恵、酒井麻友子、鈴木彩子、松田樹利亜                                             |
| act 17     | 1997年3月30日  | 日清パワーステーション | 久松史奈、天方直実、CRIPTON、中村あゆみ                                                |
| act 18     | 1997年7月6日   | 日清パワーステーション | 大橋利恵、衛藤利恵、井上昌己、露崎春女                                                 |
| act 19     | 1997年9月28日  | 日清パワーステーション | 鈴木結女、Anna、亜波根綾乃、加藤いづみ                                                 |
| act 20     | 1997年12月6日  | 日清パワーステーション | 松田樹利亜、春原佑紀、ミヒロリュウ、久宝留理子                                         |
| act 20     | 1997年12月7日  | 日清パワーステーション | 松雪泰子、ABYSS、Romi、比屋定篤子、露崎春女                                            |
| act 21     | 1998年3月7日   | 日清パワーステーション | 猫沢エミ、Jungle Smile、ヒックスヴィル                                                 |
| act 22     | 1998年6月1日   | 日清パワーステーション | Jack&Betty、北川恭子、CHAKA、LINDBERG with 森高千里                                    |

## 2代目（2011年 - ）
5年間の休刊を経て、初代発行から20年目を迎えた2011年6月、季刊の形で復活した。
2011年6月21日発売の夏号で復刊したが、これ以降はアイドル中心の構成になっており、以下のアーティストが掲載されている。なお、太字は表紙に掲載されたアーティスト。

### Webサイト「GiRLPOP Scheduler」
2014年12月、アイドルスケジュールサイト「idolscheduler」の運営をエムオン・エンタテインメントが譲受。「GiRLPOP Scheduler」にリニューアルするとともに、URLを従来雑誌「GiRLPOP」の公式サイトであった「www.girlpop.jp」に変更した。2015年10月現在、運営会社はTokyo Girls' Updateを運営するオールブルーに変更となり、サイトの名称も「Tokyo Girls' Scheduler」に変更されている。

### ライブイベント
復刊後も雑誌と連動したライブイベント「LiVE GiRLPOP」を行っている。
| 公演名称               | 公演日         | 会場           | 出演 |
| ---------------------- | -------------- | -------------- | --- |
| Vol.1 〜Colorful〜     | 2012年10月26日 | Zepp Tokyo     | Dancing Dolls（オープニングアクト）、スマイレージ、東京女子流、乃木坂46、9nine                                                               |
| Vol.2 〜Spring Party〜 | 2013年4月21日  | Zepp Tokyo     | アイドリング!!!、bump.y、さくら学院（科学部 科学究明機構ロヂカ? & クッキング部 ミニパティ）、Cheeky Parade、アップアップガールズ（仮）、LinQ |
| Vol.3 〜flowery〜      | 2014年4月27日  | 中野サンプラザ | 武藤彩未、ベイビーレイズ、さくら学院、Juice=Juice、Little Glee Monster、東京パフォーマンスドール、東京女子流、スマイレージ                   |